# Caiera
Caiera, detta l'"impetuosa", è un personaggio dei fumetti creato da Greg Pak (testi) e Carlo Pagulayan (disegni), pubblicato dalla Marvel Comics. È apparsa la prima volta in Incredible Hulk (vol. 3) n. 92 (aprile 2006), nel corso della saga Planet Hulk.

## Biografia del personaggio
Caiera appare per la prima volta quando Hulk viene catturato e condotto al Colosseo. Hulk attacca l'imperatore Re Rosso e Caiera l'impetuosa, del popolo ombra, guardia del corpo dell'Imperatore lo ferma con il laser del suo bastone. Respinge un altro attacco con una spada quando l'imperatore sta per essere decapitato da Hulk. Più tardi Caiera assiste all'arruolamento di Hulk nelle forze della resistenza contro l'imperatore, mentre lo tiene sotto osservazione.
Caiera segue Hulk e i suoi alleati nella fuga, giungendo a un villaggio contro cui il Re Rosso non esita a scagliare gli Spike, creature che assimilano gli esseri viventi consumandoli, sterminando ogni civile. Allora Caiera decide di unirsi ai rivoltosi guidati da Hulk.

Hulk riesce a spodestare il Re Rosso, e il popolo Ombra chiede un nuovo patto al re verde (Hulk) ma l'eroe chiede testualmente: 
Caiera acconsente e si sposa con Hulk, rimanendo incinta ma, a seguito dell'esplosione dell'astronave con la quale gli Illuminati avevano confinato Hulk lontano dalla Terra, muore. Questo tragico evento scatena la furia del gigante verde che esplode alla ricerca di vendetta, in un crescendo di rabbia e distruzione che porterà agli eventi di World War Hulk.
Nel film di Planet Hulk, gli esiti vanno in modo differente e Caiera qui invece sopravvive.

## Poteri e abilità
Caiera ha dimostrato di avere una forza sovrumana quando ha respinto un attacco di Hulk; inoltre è una guerriera ombra, e questo le dà delle caratteristiche che probabilmente gli esponenti della sua razza dalla pelle rossa non hanno, come la capacità di indurire la sua pelle. Inoltre ha dato anche prova di resistere alle grandi esplosioni ed agli spykes.